# Glenwood (Utah)
Pour les articles homonymes, voir Glenwood.
Glenwood est une municipalité américaine située dans le comté de Sevier en Utah.
Lors du recensement de 2010, sa population est de 464 habitants. La municipalité s'étend sur 0,54 mille carré (1,4 km2).

## Histoire
La localité est fondée en 1863. Après avoir porté les noms de Glencoe et Glen Cove, elle est renommée Glenwood en novembre 1864. Son nom fait référence à l'un de ses premiers habitants, Robert Wilson Glenn.